# Lazarus Chakwera
Lazarus McCarthy Chakwera (Lilongwe, 5 aprile 1955) è un politico malawiano, Presidente del Malawi dal 28 giugno 2020, dopo la vittoria alle elezioni contro il Presidente uscente Peter Mutharika.